# Горња Волта
Горња Волта (фр. Haute-Volta) је старо име за афричку државу која се данас зове Буркина Фасо.
Преименована је 4. августа, 1984. на предлог Томаса Санкаре, тадашњег председника. Старо име је указује на то да се држава налази уз горњу обалу реке Волта. Река је подељена на три дела, Црну Волту, Белу Волту и Црвену Волту (данас Мухон, Накамбе и Назинон). Боје заставе су се заснивале на овој подели. Садашње име на најзаступљенијим домаћим језицима Моси и Диоула значи „земља усправних људи“.
Француска колонија, Горња Волта, је основана 1919. и са данашњим границама. Њоме је управљано као делом колоније Обале Слоноваче. Међутим, 1932, колонија је разбијена на више делова тако да је њом управљано из Обале Слоноваче, Француског Судана (данашњи Мали) и Нигера. Поново је оформљена под старим границама 4. септембра 1947. Аутономију у оквиру Франко-Афричке Заједнице је добила 1958. а пуну независност 5. августа 1960.